# オリコム
株式会社オリコムは、東京都港区新橋に本社を置く広告代理店である。旧社名はオリコミ。創業以来100年の歴史を持つ。
新聞の折込広告、および交通機関の中づり広告を業界に先駆けて事業化した。
近年においても、車両広告や駅貼りポスターなどの交通広告が同社売上高の約50%を占める主力事業となっており、この分野では日本で高いシェアを持つ。
首都圏交通機関の乗降客数などを一冊に纏めた冊子、「サーキュレーション」を毎年刊行している。
2002年、アメリカ合衆国の独立系大手広告代理店、ザ・リチャーズ・グループ（The Richards Group）と業務提携を行った。

## 所在地
- 本社 東京都港区新橋1丁目11番7号　新橋センタープレイス
- 大阪支社  大阪市北区中之島2丁目3番33号　大阪三井物産ビル
- 名古屋支社 名古屋市中区栄4丁目2番29号　名古屋広小路プレイス
- 福岡支社 福岡市中央区天神2丁目12番1号　天神ビル
- 札幌支社 札幌市中央区北1条西4丁目1番2号 武田りそなビル

## 沿革
- 1922年　初代社長齋藤岩次郎が広告会社の将来性に着目し創業。
- 1928年　国鉄（現：JR）の有料広告第一号を扱い、交通広告を事業化。
- 1932年　会社組織として「折込広告社」を設立。
- 1963年　社名を「オリコミ」に改称。
- 1981年　本社を中央区日本橋本町へ移転。
- 1993年　社名を「オリコム」（Oricom Co.,Ltd.）に改称。
- 1995年　本社を港区六本木へ移転。
- 2002年　ザ・リチャーズ・グループと提携。
- 2003年　本社を港区東新橋（汐留）へ移転。
- 2005年　中国北京に駐在事務所を開設。
- 2012年　創業90周年を迎える。
- 2022年　創業100周年を迎える。

## グループ会社
- 株式会社オリコミサービス
- オリコミビルジング株式会社